# Championnat d'Angleterre de football de deuxième division 1993-1994
Navigation
Édition précédente Édition suivante
La saison 1993-1994 de Football League First Division est la 91e édition de la deuxième division anglaise et la deuxième sous l'appellation Football League First Division.
Les vingt-quatre clubs participants au championnat sont confrontés à deux reprises aux vingt-trois autres pour un total de 552 matchs. La saison régulière démarre août 1993 et se termine en mai 1994, les barrages de promotion se jouant par la suite. À la fin de la saison, les deux premiers sont promus en Premier League et les quatre suivants s'affrontent en barrages. Les trois derniers sont quant à eux relégués en Football League Second Division.
Crystal Palace remporte le championnat et retourne directement en Premier League en compagnie du vice-champion, Nottingham Forest Football Club, également relégué en début de saison. Leicester City s'impose lors des barrages de promotion et est le troisième promu.

## Compétition

### Classement
Le classement est établi sur le barème de points classique (victoire à 3 points, match nul à 1, défaite à 0).
Pour départager les égalités, on tient d'abord compte du nombre de buts marqués, puis du nombre de buts encaissés.
| Rang | Équipe                  | Pts | J  | G  | N  | P  | Bp | Bc | Diff |
| ---- | ----------------------- | --- | -- | -- | -- | -- | -- | -- | ---- |
| 1    | Crystal Palace R        | 90  | 46 | 27 | 9  | 10 | 73 | 46 | +27  |
| 2    | Nottingham Forest R     | 83  | 46 | 23 | 14 | 9  | 74 | 49 | +25  |
| 3    | Millwall FC             | 74  | 46 | 19 | 17 | 10 | 58 | 49 | +9   |
| 4    | Leicester City          | 73  | 46 | 19 | 16 | 11 | 72 | 59 | +13  |
| 5    | Tranmere Rovers         | 72  | 46 | 21 | 9  | 16 | 69 | 53 | +16  |
| 6    | Derby County            | 71  | 46 | 20 | 11 | 15 | 73 | 68 | +5   |
| 7    | Notts County            | 68  | 46 | 20 | 8  | 18 | 65 | 69 | -4   |
| 8    | Wolverhampton Wanderers | 68  | 46 | 17 | 17 | 12 | 60 | 47 | +13  |
| 9    | Middlesbrough R         | 67  | 46 | 18 | 13 | 15 | 66 | 54 | +12  |
| 10   | Stoke City P            | 67  | 46 | 18 | 13 | 15 | 57 | 59 | -2   |
| 11   | Charlton Athletic       | 65  | 46 | 19 | 8  | 19 | 61 | 58 | +3   |
| 12   | AFC Sunderland          | 65  | 46 | 19 | 8  | 19 | 54 | 57 | -3   |
| 13   | Bristol City            | 64  | 46 | 16 | 16 | 14 | 47 | 50 | -3   |
| 14   | Bolton Wanderers P      | 59  | 46 | 15 | 14 | 17 | 63 | 64 | -1   |
| 15   | Southend United         | 59  | 46 | 17 | 8  | 21 | 63 | 67 | -4   |
| 16   | Grimsby Town            | 59  | 46 | 13 | 20 | 13 | 52 | 47 | +5   |
| 17   | Portsmouth FC           | 58  | 46 | 15 | 13 | 18 | 52 | 58 | -6   |
| 18   | Barnsley FC             | 55  | 46 | 16 | 7  | 23 | 55 | 67 | -12  |
| 19   | Watford FC              | 54  | 46 | 15 | 9  | 22 | 66 | 80 | -14  |
| 20   | Luton Town              | 53  | 46 | 14 | 11 | 21 | 56 | 60 | -4   |
| 21   | West Bromwich Albion P  | 51  | 46 | 13 | 12 | 21 | 60 | 69 | -9   |
| 22   | Birmingham City         | 51  | 46 | 13 | 12 | 21 | 52 | 69 | -17  |
| 23   | Oxford United           | 49  | 46 | 13 | 10 | 23 | 54 | 75 | -21  |
| 24   | Peterborough United     | 37  | 46 | 8  | 13 | 25 | 48 | 76 | -28  |

Promotions
- 1er et 2e : promotion en Premier League
- 3e à 6e : barrages de promotion

Relégations
- 22e à 24e : relégation en Football League Second Division

Abréviations
- R : Relégués de Premier League
- P : Promus de Football League Second Division

### Barrages de promotion
|  | Demi-finales | Demi-finales    | Demi-finales   | Demi-finales   |              |              | Finale | Finale | Finale | Finale |
|  |              |                 |                |                |              |              |        |        |        |        |
|  |              |                 |                |                |              |              |        |        |        |        |
|  | 3            | Millwall FC     | 0              | 1              |              |              |        |        |        |        |
|  | 3            | Millwall FC     | 0              | 1              |              |              |        |        |        |        |
|  | 6            | Derby County    | 2              | 3              |              |              |        |        |        |        |
|  | 6            | Derby County    | 2              | 3              | Derby County | Derby County | 1      | 1      |        |        |
|  |              |                 |                |                | Derby County | Derby County | 1      | 1      |        |        |
|  |              |                 | Leicester City | Leicester City | 2            | 2            |        |        |        |        |
|  | 4            | Leicester City  | Leicester City | Leicester City | 2            | 2            | 0      | 2      |        |        |
|  | 4            | Leicester City  |                |                |              |              |        | 2      |        |        |
|  | 5            | Tranmere Rovers | 0              | 1              |              |              |        |        |        |        |
|  | 5            | Tranmere Rovers | 0              | 1              |              |              |        |        |        |        |

Leicester City est promu en Premier League.